# Hračka snů
Hračka snů (v anglickém originále Grift of the Magi) je 9. díl 11. řady (celkem 235.) amerického animovaného seriálu Simpsonovi. Scénář napsal Tom Martin a díl režíroval Matthew Nastuk. V USA měl premiéru dne 19. prosince 1999 na stanici Fox Broadcasting Company a v Česku byl poprvé vysílán 4. prosince 2001 na stanici ČT1.

## Děj
Když se nad Springfieldem objeví ozónová díra, musí Bart a Milhouse zůstat v domě Simpsonových. Oba se převléknou za dámy, vyskočí na postel a zpívají „Sisters Are Doin' It for Themselves“. Když náhle přijde Homer, Bart spadne z postele, přistane na jedné z Homerových bowlingových koulí a zlomí si kostrč. Doktor Dlaha informuje Homera a Marge, že Bart bude muset používat invalidní vozík, dokud se kostrč nezahojí. Když Bart následující den dorazí do Springfieldské základní školy, zjistí, že nemůže vstoupit do budovy, protože škola nemá rampy pro postižené. Když ředitel Skinner uvažuje o rampě pro školu, objeví se mafiánský boss Tlustý Tony a navrhne, že jeho stavební firma by byla dobrou volbou pro její vybudování. Přestože se nový nájezdový systém téměř okamžitě zhroutí (kvůli tomu, že je vyroben z chlebových tyčinek), informuje Tlustý Tony Skinnera, že stavba údajně stála 200 000 dolarů a že ji škola stejně bude muset zaplatit. V reakci na to se ředitel Skinner rozhodne zavřít Springfieldskou základní školu kvůli nedostatku financí (použil je na vyplacení Tlustého Tonyho, a vyhnul se tak brutální mafiánské odvetě). 
Všechny prosby o finanční pomoc jsou marné, včetně soukromého školního představení hraného před panem Burnsem v jeho sídle, dokud školu nekoupí Jim Hope, prezident společnosti Kid First Industries, a nezprivatizuje ji. Zaměstnanci školy jsou vyměněni a výuka je nyní zaměřena na hračky a marketing. Líza brzy zjistí, že společnost, která Springfieldskou základní školu koupila, je hračkářská firma a využívá studenty k výzkumu, aby mohla v době vánočních nákupů vyrobit novou populární hračku. Poté ji vyděsí zjevení robotické postavy. Když se Bart a Líza vrátí domů a sledují televizi, uvidí reklamu na hračku jménem Funzo. Má mnoho funkcí, které navrhli žáci Springfieldské základní školy během brainstormingu ve škole. Navštíví kancelář Jima Hopa, aby si postěžovali, a ten jim s omluvou dá hračku Funzo zdarma. Bart a Líza později zjistí, že Funzo je naprogramován tak, aby ničil ostatní hračky. 
Na Štědrý den s Homerovou pomocí ukradnou všechny Funzovy hračky zpod všech vánočních stromků ve Springfieldu s úmyslem spálit je při dlouhotrvajícím požáru pneumatik ve městě. V tom jim však přijde zabránit Gary Coleman, který pracuje jako ochranka v Kid First Industries. Obě strany se hádají celou noc až do následujícího rána, kdy se usadí v civilizované diskuzi o komercializaci Vánoc. Coleman změní svůj názor na hračkářskou firmu a pomůže Simpsonovým zničit zbývající funkční hračky Funzo, které nebyly zničeny při požáru pneumatik. Poté Homer pozve Colemana na vánoční večeři do domu Simpsonových, kde se objeví pan Burns, jenž se po prozření, které tu noc prožil, rozhodl darovat peníze Springfieldské základní škole, a Vočko, který se připojil poté, co byl odřeknut od sebevraždy prostřednictvím vizí, jaký by byl život bez něj, a přinese k večeři upečenou husu a všem řekne, že „tak trochu rozmlátil ten džíp na příjezdové cestě“. Když to Coleman uslyší, řekne: „Co tím chcete říct?“. Celá skupina se zasměje, načež se Coleman otočí a řekne: „Vůbec nechápu, o čem je tady řeč.“.

## Produkce
Díl napsal Tom Martin a režíroval jej Matthew Nastuk. Byla to první epizoda, jíž Martin napsal sám, předtím napsal společně s Georgem Meyerem, Brianem Scullym a showrunnerem Simpsonových Mikem Scullym epizodu 10. řady Sportovní neděle. Inspiraci pro díl získal Martin po přečtení článku v časopise o tom, jak velké společnosti dostávají povolení propagovat své výrobky v učebnicích školáků. Zdálo se mu to jako „obrovský konflikt, který by mohl vést k velkým problémům“, a proto věřil, že epizoda na jeho základě bude dobrý nápad. Podle recenzenta DVD Talk Adama Tynera je díl satirou na komercializaci Vánoc. Pisatel listu Newsday poznamenal, že epizoda zesměšňuje „každoroční šílenství po té jedné ‚horké‘ hračce“. Na to upozornil i Mike Scully, jenž v roce 2008 řekl, že díl vznikl v době, kdy „se zdálo, že každý rok je nějaká horká hračka. Jako třeba Furbies nebo cokoli jiného – nějaká hračka, kterou děti prostě ten rok musely mít.“ V reakci na Scullyho poznámku Martin dodal, že každý rok „média vytvářela v hračkářstvích obrovský nával různých věcí. Tato [epizoda] přicházela v návaznosti na Furbyho“.
V dílu hostují Tim Robbins jako Jim Hope, Gary Coleman jako on sám, Joe Mantegna jako Tlustý Tony a Clarence Clemons jako vypravěč. Scully uvedl, že Robbins „odvedl skvělou práci“, protože štáb Simpsonových chtěl, aby postava Jima Hopa byla „zábavná a optimistická a aby to byl někdo, koho budou mít děti rády“. Clemons na konci epizody vypráví několik scén a říká divákům, jak příběh skončí. Když Coleman souhlasí, že stráví Vánoce se Simpsonovými, Clemons říká např.: „A Gary Coleman dostál svému slovu, a co se týče starého pana Burnse, toho v noci navštívili tři duchové a souhlasili s financováním školy penězi, které našel ve svých kalhotách od smokingu.“ Krátce po Colemanově smrti v roce 2010 se v novinách El Comercio objevil článek, který poznamenal, že „v [dílu] je přitakání drsné realitě Garyho Colemana: ve skutečném životě se Gary před několika lety musel živit jako hlídač v obchodě“.

## Vydání
Díl se původně vysílal na stanici Fox ve Spojených státech 19. prosince 1999. Ten večer ho vidělo přibližně 7,76 milionu domácností. S ratingem 7,7 společnosti Nielsen se epizoda umístila na 39. místě ve sledovanosti v týdnu od 13. do 19. prosince 1999 (shodně s dílem zpravodajského magazínu 20/20 společnosti ABC). Byl to druhý nejlépe hodnocený pořad vysílaný v tom týdnu na stanici Fox, hned po epizodě Ally McBealové (která získala rating 9,9). Dne 14. října 2003 vyšel díl ve Spojených státech na kolekci DVD s názvem Christmas With the Simpsons spolu s epizodami Vánoce u Simpsonových, Pan Pluhař, Zázrak na Evergreen Terrace a Malověrná Líza. Dne 7. října 2008 byla epizoda znovu vydána na DVD jako součást boxu The Simpsons – The Complete Eleventh Season. Členové štábu Tom Martin, Mike Scully, George Meyer, Matt Groening, Ian Maxtone-Graham, Matt Selman, Tim Long a Lance Kramer se podíleli na audiokomentáři k DVD k epizodě. Na box setu byly také zařazeny vymazané scény z tohoto dílu.
Po odvysílání získal díl od kritiků vesměs smíšené hodnocení. Při recenzování 11. řady Simpsonových se Colin Jacobson z DVD Movie Guide vyjádřil, že epizoda „působí jako sloučení prvků z předchozích svátečních pořadů a nikdy nevyvolá příliš humoru. Vánoce jsou zkomercionalizované a korporace využívají a zneužívají své zákazníky? To nejsou zrovna bohaté postřehy, takže (díl) působí jako podprůměrná epizoda.“ Kritik Joel Cunningham z Digitally Obsessed ve své recenzi DVD Christmas With the Simpsons napsal, že epizoda „pochází z 11. řady, tedy z doby, kdy seriál už dávno obětoval charaktery absurdnímu humoru. Pokud si ovšem nemyslíte, že zlí obchodníci s hračkami, vnímaví Furbys a Gary Coleman se do toho nepočítají. Každopádně poté, co škola téměř zkrachuje, podepíše ředitel Skinner smlouvu s korporátními sponzory, kteří využívají děti k průzkumu trhu. Je tu pár dobrých gagů, ale příběh nedrží moc pohromadě.“ Adam Tyner z DVD Talk tvrdil, že díl „má pár dobrých gagů (Gary Coleman chatující po telefonu je můj oblíbený), ale je rychle zapomenutelný“. Brian James z PopMatters označil v roce 2004 Colemanovo cameo za „hysterické“ a Meghan Lewitová z téže webové stránky zařadila díl na 8. místo svého seznamu 10 nejlepších televizních epizod se sváteční tematikou z roku 2009.